# Mont Panié
Der Mont Panié ist mit einer Höhe von 1629 Metern (auch 1628 Metern) der höchste Berg Neukaledoniens. Er liegt im Gebirge des Massif du Panié im Nordosten der Insel Grande Terre. 
In diesem Gebiet ist der Niederschlag besonders hoch und kann bis zu 10 m im Jahr erreichen. Nebel ist eine häufige Erscheinung zwischen 600 und 1500 m Höhe. Die Temperaturen können sich in den kältesten Monaten Juli und August oberhalb von 1000 m dem Gefrierpunkt nähern.
Die höheren Gebiete des Berges sind seit 1950 ein Naturschutzgebiet (Réserve spéciale botanique du Mont Panié). Es umfasst 5000 ha. Die hier in einer Höhe ab 1500 m bzw. 1000 m anzutreffenden endemischen Pflanzenarten sind u. a. die Araucaria schmidii und die Agathis montana (Kaori du Mont Panié).